# Mário Wallace Simonsen
Mário Wallace Simonsen (Santos, 21 de fevereiro de 1909 — Orgeval, 23 de março de 1965) foi um empresário brasileiro e um dos homens mais influentes e poderosos do Brasil em sua época. Era filho do banqueiro Wallace Cochrane Simonsen, que foi o fundador e primeiro prefeito da cidade de São Bernardo do Campo, emancipada como município em 1º de janeiro de 1945. Também era sobrinho do fundador da Fiesp (Federação das Indústrias do Estado de São Paulo), Roberto Simonsen.

## Negócios
Empresário e empreendedor, tornou-se proprietário de um conglomerado de mais de 30 empresas, investindo o lucro de sua empresa de exportação de café em indústrias e outros empreendimentos, como nas áreas de energia, aviação, televisão e telecomunicações. Foi um grande defensor da indústria nacional e procurou trazer diversas indústrias de alta tecnologia da época para o Brasil.
Simonsen alcançou grande sucesso no período dos anos 1950-1960, quando se tornou um dos maiores empresários do Brasil. Em sociedade com Celso da Rocha Miranda adquiriu as ações que a Pan American Airways ainda mantinha na Panair do Brasil, maior companhia aérea privada da América Latina, fundada em 1929 e que controlava a Celma, na época a maior e mais importante empresa de manutenção e retífica de motores e turbinas aeronáuticas do Hemisfério Sul. Entretanto seus negócios passaram por uma severa crise quando começou o governo da ditadura a partir de 1964. Isto ocorreu porque Simonsen e seu principal sócio, Celso da Rocha Miranda, apoiavam as forças democráticas contrárias ao golpe militar. Simonsen chegou a usar sua influência e sua rede de televisão, a TV Excelsior, para criticar a ditadura e defender o reestabelecimento da Democracia. Naquele período Simonsen era um dos principais apoiadores do Presidente Juscelino Kubitschek, e nos anos 1960 apoiava publicamente a candidatura de Juscelino Kubitschek para as eleições presidenciais previstas para 1965. As eleições de 1965 nunca ocorreram devido ao golpe de 1964 e Simonsen acabou sendo duramente criticado por políticos e jornalistas favoráveis ao regime militar, em uma das maiores campanhas de difamação já promovidas no Brasil. Este processo resultou no fechamento de muitas de suas empresas, começando pelo fechamento da Comal e da Wasim em 1964, seguido do da Panair, que teve suas concessões suspensas pelo regime militar em 1965 (SASAKI, 2015; MARTINS, 2004). 
A revogação das concessões das linhas aéreas da Panair do Brasil, decretada pelo Marechal Castelo Branco, foi acompanhada da transferência imediata das concessões para a Varig, que era propriedade de um aliado do governo militar, Ruben Berta. Entre as consequências, destaca-se o processo de falência da Panair do Brasil, que privou o Brasil de sua maior empresa área e provocou o desemprego de cerca de 5 mil pessoas, na época. Além disso, a Varig passou a ter monopólio dos voos internacionais do Brasil, provocando uma concentração do setor de aviação do Brasil]. Outra consequência foi a estatização da Eletromecânica Celma, subsidiária da Panair do Brasil que fazia a manutenção dos motores aeronáuticos civis e militares no Brasil. Ao todo, cerca de quarenta e três cidades da Amazônia passaram a ficar isoladas, pois nenhuma outra empresa aérea do Brasil operava os hidroaviões Catalina, até então operados pela Panair do Brasil.

## Perseguição e campanha de difamação
Simonsen foi perseguido constantemente pelos detentores do governo durante o regime militar pós-1964, por ter apoiado as políticas de Estado dos governos democráticos anteriores, especialmente os dos ex-Presidentes Juscelino Kubitschek e João Goulart. Suas mais importantes empresas, Comal e Wasim, que negociavam café, foram proibidas de operar ainda em 1964. A oficina Celma, os aeroportos e a infraestrutura construídos pela Panair foram tomados pelo governo militar sem a devida indenização (SASAKI, 2015) a partir de 1966, via decretos-leis expropriatórios. O restante de todos os seus bens (inclusive as demais empresas e participações acionárias) foram sequestrados pela Justiça do então Estado da Guanabara - com exceção do Banco Noroeste do Estado de São Paulo, que foi passado para seu primo Leo Cochrane e posteriormente absorvido pelo grupo financeiro espanhol Banco Santander. A TV Excelsior, que havia sido administrada de forma exemplar e cuja programação criativa tinha excelente retorno de audiência e verbas publicitárias, foi economicamente sufocada pela pressão da ditadura militar, que cassou a concessão de sua rede em 1970.

## Morte
Simonsen morreu de infarto, em 23 de março de 1965, aos 56 anos, em Orgevall, Paris, um mês após o governo brasileiro impor a falência à Panair. Está enterrado no cemitério de La Batignolle, na zona metropolitana de Paris.

## O conglomerado Simonsen
Dentre as empresas do conglomerado de Simonsen, estavam:
- Panair do Brasil, que foi na época a maior companhia aérea do Brasil.[3]
- Companhia Eletromecânica CELMA, de manutenção de turbinas e aeronaves.
- Comal, maior exportadora brasileira de café.
- Wasim, trading company com escritórios em 63 países, que negociava a venda de café a países europeus, africanos, norte-americanos e asiáticos.
- Rede Excelsior, emissora de TV.
- Rebratel, empresa que tornava possível transmissões ao vivo de TV entre Rio e São Paulo com um sistema de micro-ondas.
- Sirva-Se, a primeira rede de supermercados surgida no Brasil.
- Cerâmica São Caetano
- Banco Noroeste

O empresário também tinha participação societária em outras empresas, tais como:
- Editora Melhoramentos, fábrica de papel, editora de livros e artes gráficas; de propriedade da família Weisflog.
- A Nação, um jornal da cidade de São Paulo.[3]

## Legado
Em 2007, foi lançado o documentário Panair do Brasil, do diretor Marco Altberg, contando a história da empresa e de Celso da Rocha Miranda e Mário Wallace Simonsen.
Em 2012, o documentário Mario Wallace Simonsen, entre a Memória e a História, que conta a trajetória de Simonsen e da própria Panair, começou a ser produzido pelo cineasta Ricardo Pinto e Silva. Em 2015, o documentário teve sua primeira exibição pública na mostra competitiva Premiére Brasil,  no Festival do Rio. O filme ainda não foi lançado comercialmente.
Em 2014, a Comissão Nacional da Verdade registrou em seu relatório final entregue à Presidência da República que Simonsen foi comprovadamente vítima de perseguição política.
Em 2019, o jornal O Globo publicou que o livro Pouso forçado: a história por trás da destruição da Panair do Brasil pelo regime militar, do jornalista Daniel Leb Sasaki, será adaptado para uma série ficcional dirigida pelo cineasta Mauro Lima. O projeto está sendo desenvolvido pela Spray Filmes, produtora fundada por Fernando Grostein.